# Dinastía Zagüe
La Dinastía Zagüe o Zagwe gobernó Etiopía entre los años 1137 y 1270, cuando Yekuno Amlak derrotó y dio muerte en batalla al último emperador Zagüe. Se cree que el nombre Zagüe proviene de la frase en lengua Ge'ez Ze-Agaw, que significa "de Agaw" y se refiere a la gente del pueblo Agaw. Su monarca más conocido es el rey Gebre Mesqel Lalibela, a quien se le da el crédito por la construcción de las Iglesias rupestres de Lalibela. Su capital era la ciudad de Roha (actual Lalibela), en Lasta.

## Historia

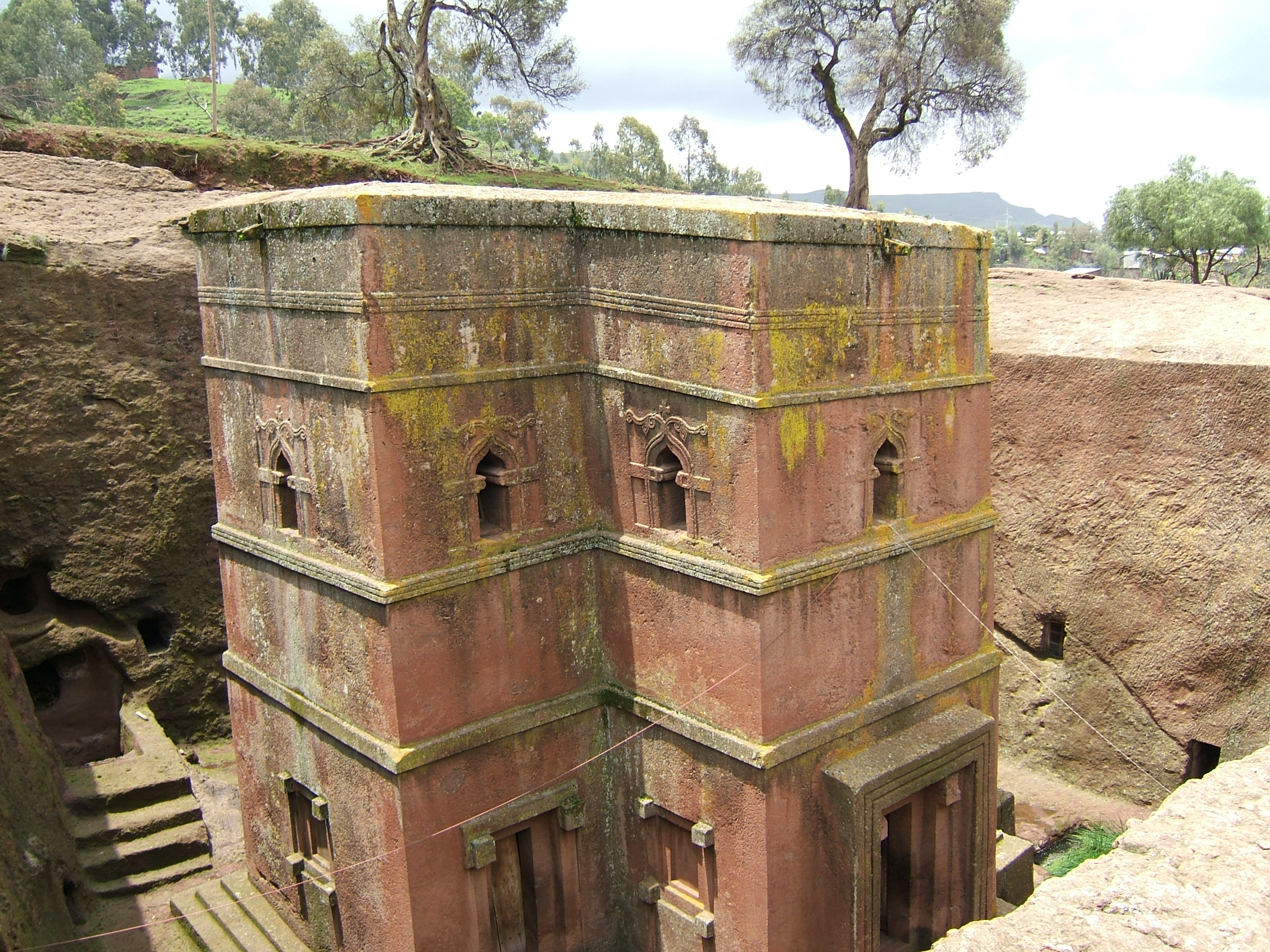
Iglesias rupestres de Lalibela.

En torno al año 960 los ejércitos de la reina Gudit (o Judith) destruyeron lo que una vez fue el gran Imperio de Aksum, dándole fin definitivo. Durante 40 años ella gobernó sobre los restos del Imperio Aksum, pasándole el poder a sus descendientes. Iniciando una era oscura en la historia de Etiopía, de la cual no se tiene mayor información. 
De acuerdo con los relatos tradicionales de Etiopía, el último rey de la dinastía inaugurada por Gudit fue derrocada por Mara Takla Haymanot en 1137. Quien casándose con una hija del último rey de Aksum, Dil Na'od obtuvo el control del país, dando origen a la dinastía Zagüe.
El período más conocido de la distanía Zagüe lo constituye el reinado de Gebre Maskal Lalibela, entre los años 1185 y 1225, aproximadamente. Es particularmente conocido porque durante su reinado se excavaron las iglesias rupestres de Lalibela en la capital del reino, que tomó desde entonces el nombre del monarca. Además, durante el reinado de Lalibela fueron enviadas dos embajadas a El Cairo, en 1200 y 1209.
No existe claridad sobre el nombre del último rey Zagüe. Crónicas de la época y las tradiciones orales señalan que habría sido un rey de nombre Za-Ilmaknun, que según Taddesse Tamrat sería el seudónimo (traducido como lo desconocido u el oculto) de Yetbarak. Otras versiones, en cambio señalan que luego del reinado de Yetbarak, se sucedieron Mairari y Harbai.